# Codice Gray
Il codice Gray è un codice binario a lunghezza fissa, con la caratteristica che due qualsiasi sue posizioni consecutive hanno solo un carattere diverso tra loro. Fu progettato e brevettato nel 1953 dal ricercatore Frank Gray dei Bell Laboratories.
Si possono usare codici di Gray di tutte le lunghezze: il codice di lunghezza s è costituito da tutte le {\displaystyle 2^{s}} sequenze di s bit e consente di rappresentare tutti gli interi da 0 a {\displaystyle 2^{s}-1}.
Esso differisce dalla notazione posizionale binaria degli interi in quanto prevede che si passi da un intero al successivo modificando un solo bit; questa caratteristica (detta a cambio 1) semplifica e rende meno soggette ad errori le operazioni di dispositivi elettronici che devono scorrere informazioni organizzate in sequenze. Evidentemente la codifica di Gray risulta poco sensata per interi da sottoporre ad operazioni come somme o prodotti.

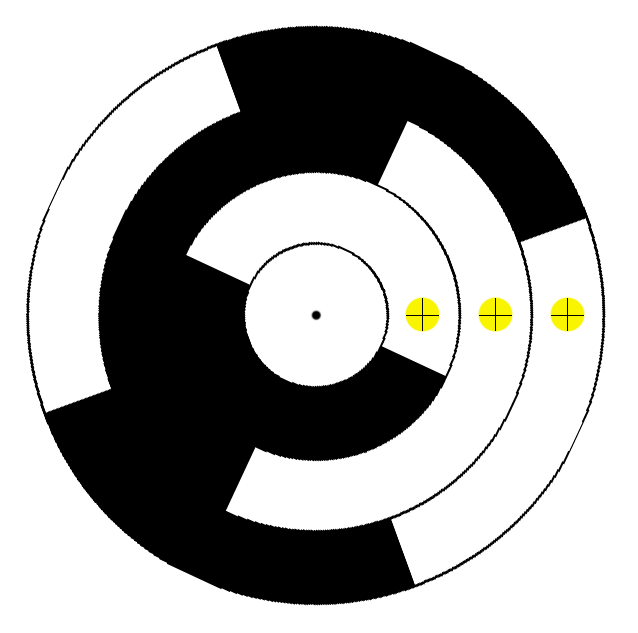
Matrice di commutazione in un encoder rotativo Gray a tre bit

Diversi dispositivi elettronici di acquisizione di posizione, tra cui gli encoder (lineari o rotativi, come - per esempio - i regolatori di volume digitali negli impianti Hi-Fi), codificano il valore digitale della posizione chiudendo o aprendo una serie di contatti elettrici o barriere ottiche. 
Questi dispositivi devono produrre, in base alla misura della posizione rilevata, un particolare numero in base 2. 
Ad esempio, ruotando la manopola di un encoder a 3 bit, si potrebbe ottenere in output il valore '001'.
Grazie alla corretta interpretazione di questo numero, si può conoscere la misura della posizione del dispositivo.

## Motivazione
Molti dispositivi elettronici indicano la propria posizione chiudendo e aprendo degli interruttori.
Se queste posizioni venissero rappresentate come quelle di una codifica binaria ordinata in modo naturale, le posizioni 3 e 4 sarebbero consecutive, ma avrebbero tutti i bit di valore diverso:
| Decimale | Binario |
| -------- | ------- |
| ...      | ...     |
| 3        | 011     |
| 4        | 100     |
| ...      | ...     |

Questa situazione è difficile da rappresentare con degli interruttori fisici reali: è molto improbabile che tutti gli interruttori cambino il proprio stato (aperto/chiuso) esattamente nello stesso istante. Durante il passaggio tra i due stati mostrati nella precedente tabella, tutti e tre gli interruttori dovranno cambiare stato, probabilmente producendo dei valori che oscillano per il breve periodo del cambiamento.
Anche se idealmente, si fosse in assenza di queste oscillazioni degli interruttori, il cambiamento di stato potrebbe comunque apparire come una sequenza di stati intermedi tra 001 e 100:
011, 001, 101, 100
Questa inusuale sequenza è dovuta al fatto che la commutazione degli interruttori non avviene contemporaneamente, ma solo un interruttore alla volta. In casi come questi, un osservatore esterno non può sapere se la posizione 001 (o qualsiasi altra posizione misurata) è una "vera" posizione, oppure uno stato intermedio tra due posizioni, quindi il sistema potrebbe memorizzare un valore intermedio "falso".
Questo problema, relativo all'ambiguità della posizione, è causato dal fatto di aver utilizzato una numerazione binaria ordinata in modo naturale, e può essere risolta usando un altro tipo di numerazione, che utilizza una codifica in cui si commuta un solo interruttore alla volta (un solo bit alla volta).
Va notato che anche nel passaggio dall'ultima alla prima parola del codice cambia solamente un bit.
Il codice Gray è un codice "riflesso".

## Costruzione
Un codice Gray ad n-bit si costruisce attraverso un algoritmo ricorsivo. Si parte dal primo bit, quello meno significativo, si mette uno 0 sopra ed un 1 sotto.
Al passo successivo, si mette una riga al di sotto dell'1, come se fosse uno specchio, e si ricopiano le cifre invertendo l'ordine, con la riga che funge da specchio, appunto. Si termina inserendo uno 0 davanti alla sequenza costruita se questa è sopra la riga, altrimenti si aggiunge un 1. Ora siamo arrivati ad un codice con 2 bit.
Iterando i passi precedenti, si mette la riga, si specchia la sequenza e si aggiunge il bit più significativo, si costruiscono codici ad n-bit.

## Esempi
```
Codice Gray

a 2 bit

00
01
11
10
```

```
Codice Gray

a 3 bit

000
001
011
010
110
111
101
100
```

```
Codice Gray

a 4 bit

0000
0001
0011
0010
0110
0111
0101
0100
1100
1101
1111
1110
1010
1011
1001
1000
```

```
Codice Gray

a 5 bit

00000
00001
00011
00010
00110
00111
00101
00100
01100
01101
01111
01110
01010
01011
01001
01000
11000
11001
11011
11010
11110
11111
11101
11100
10100
10101
10111
10110
10010
10011
10001
10000
```

## Conversione

### Da binario a Gray
Per convertire un numero in base due in codice di Gray viene eseguito un semplice procedimento:
Il primo bit (MSB) in codifica binaria rimane uguale e viene, quindi, riportato; si esegue poi lo XOR tra il numero in codifica binaria e lo stesso numero spostato di una cifra verso destra, come nel seguente esempio:
```
bin:  110010  XOR
       110010
Gray: 101011
```

La prima cifra del codice Gray (Most Significant Bit) è la stessa della codifica binaria, le altre sono il risultato dello XOR tra ogni cifra in codifica binaria e la cifra successiva.

### Da Gray a binario
Il procedimento di conversione da codice di Gray a codifica binaria normale è molto simile a quello appena descritto ma con qualche piccola differenza.
Il primo bit (MSB) rimane uguale e viene quindi riportato, poi si esegue lo XOR tra ciascun bit ottenuto (quello del codice binario) e il bit successivo (da sinistra verso destra) del codice gray, come in questo esempio:
```
Gray: 101011 XOR
       11001
bin:  110010
```

## Implementazione in linguaggio Python
```
_xor
 
=
 
{(
"0"
,
 
"0"
):
 
"0"
,

        
(
"0"
,
 
"1"
):
 
"1"
,

        
(
"1"
,
 
"0"
):
 
"1"
,

        
(
"1"
,
 
"1"
):
 
"0"
}

def
 
tograystr
(
binary
):

    
result
 
=
 
prec
 
=
 
binary
[
0
]

    
for
 
el
 
in
 
binary
[
1
:]:

        
result
 
+=
 
_xor
[
el
,
 
prec
]

        
prec
 
=
 
el

    
return
 
result

def
 
tobinarystr
(
gray
):

    
result
 
=
 
prec
 
=
 
gray
[
0
]

    
for
 
el
 
in
 
gray
[
1
:]:

        
prec
 
=
 
_xor
[
prec
,
 
el
]

        
result
 
+=
 
prec

    
return
 
result

```

Esempio d'uso dalla shell Python:
```
>>> bins = ['000', '001', '010', '011', '100', '101', '110', '111']
>>> grays = [tograystr(b) for b in bins]
>>> grays
['000', '001', '011', '010', '110', '111', '101', '100']
>>> [tobinarystr(g) for g in grays]
['000', '001', '010', '011', '100', '101', '110', '111']

```

## Implementazione in linguaggio C
```
//n = numero di bit

//*p = puntatore allocato dinamicamente secondo n

//pos = posizione corrente del vettore

//cnt = contatore (0 per parte "diretta", 1 per "specchiata")

void
 
gray
(
int
 
n
,
 
int
 
*
p
,
 
int
 
pos
,
 
int
 
cnt
)

{

    
int
 
i
=
0
;

    
if
(
n
==
0
){

        
for
(
i
=
0
;
 
i
<
pos
;
 
i
++
)

            
printf
(
"%d"
,
 
p
[
i
]);

        
printf
(
"
\n
"
);

    
}

    
else
{

        
if
(
cnt
==
0
){

            
p
[
pos
]
=
0
;

            
gray
(
n
-1
,
 
p
,
 
pos
+
1
,
 
cnt
);

            
p
[
pos
]
=
1
;

            
gray
(
n
-1
,
 
p
,
 
pos
+
1
,
 
cnt
+
1
);

        
}

        
if
(
cnt
==
1
){

            
p
[
pos
]
=
1
;

            
gray
(
n
-1
,
 
p
,
 
pos
+
1
,
 
cnt
-1
);

            
p
[
pos
]
=
0
;

            
gray
(
n
-1
,
 
p
,
 
pos
+
1
,
 
cnt
);

        
}

    
}

}

```

## Implementazione in linguaggio Matlab
```
% Input come stringa

% Output come stringa

% Conversione Binario -> Gray

function
 
gray
 
=
 
bin2gray
(
bin
)

    
binnum
 
=
  
sscanf
(
bin
,
'%1d'
)
'
;
   
% Conversione della stringa bin in array di 0 e 1

    
gray
 
=
 
binnum
(
1
);
               
% Inserisco il primo bit del codice binario

    
if
 
length
(
graynum
)
>
1

        
gray
 
=
 
[
gray
 
xor
(
binnum
(
2
:
end
),
binnum
(
1
:
end
-
1
))];
 
% Inserisco gli altri bit

    
end

    
gray
 
=
 
sprintf
(
'%d'
,
gray
);

end

% Conversione Gray -> Binario

function
 
bin
 
=
 
gray2bin
(
gray
)

    
graynum
 
=
  
sscanf
(
gray
,
'%1d'
)
'
;
     
% Conversione della stringa Gray in array di 0 e 1

    
bin
 
=
 
zeros
(
1
,
length
(
graynum
));
     
% Prealloco lo spazio per il vettore bin

    
bin
(
1
)
 
=
 
graynum
(
1
);
                
% Inserisco il primo bit del codice Gray

    
if
 
length
(
graynum
)
>
1

        
for
 
ii
 
=
 
2
:
length
(
graynum
)

            
bin
(
ii
)
 
=
 
xor
(
bin
(
ii
-
1
),
graynum
(
ii
));
   
% Inserisco gli altri bit

        
end

    
end

    
bin
 
=
 
sprintf
(
'%d'
,
bin
);

end

```